# Bobby Colomby
Bobby Colomby, né le 20 décembre 1944 à New York, est un producteur et batteur de jazz fusion américain, membre fondateur du groupe Blood, Sweat and Tears.

## Biographie
Il est diplômé en psychologie du City College de New York. Il commence sa carrière musicale en 1969 comme batteur sur l'album Blood, Sweat and Tears qui obtient un succès important et reçoit le Grammy Award de l'album de l'année, et en reste depuis lors membre. 
Comme producteur, il produit, entre autres, le premier album solo de Jaco Pastorius, l'album Destiny des Jackson Five lors de leur come-back, les albums de Chris Botti, December, When I Fall in Love, To Love Again, Italia et Impressions, l'album Courage de Paula Cole ou encore He Had a Hat de Jeff Lorber. 
A la fin des années 1980, il a aussi été journaliste pour Entertainment Tonight et The CBS Morning Program. En 2001, il fonde avec Richard Marx le label Signal 21 Records qui n'a produit qu'un seul album, Days in Avalon (en) de Marx. 
Propriétaire du nom du groupe Blood, Sweat and Tears, il en est le manager bien qu'il n'apparaisse plus dans la formation musicale. 